# Idiusia benepictalis
Idiusia là một chi bướm đêm thuộc họ Crambidae. Chi này chỉ gồm loài Idiusia benepictalis, thường tìm thấy ở Ấn Độ (Khasia Hills).